# Lelio Cosatti

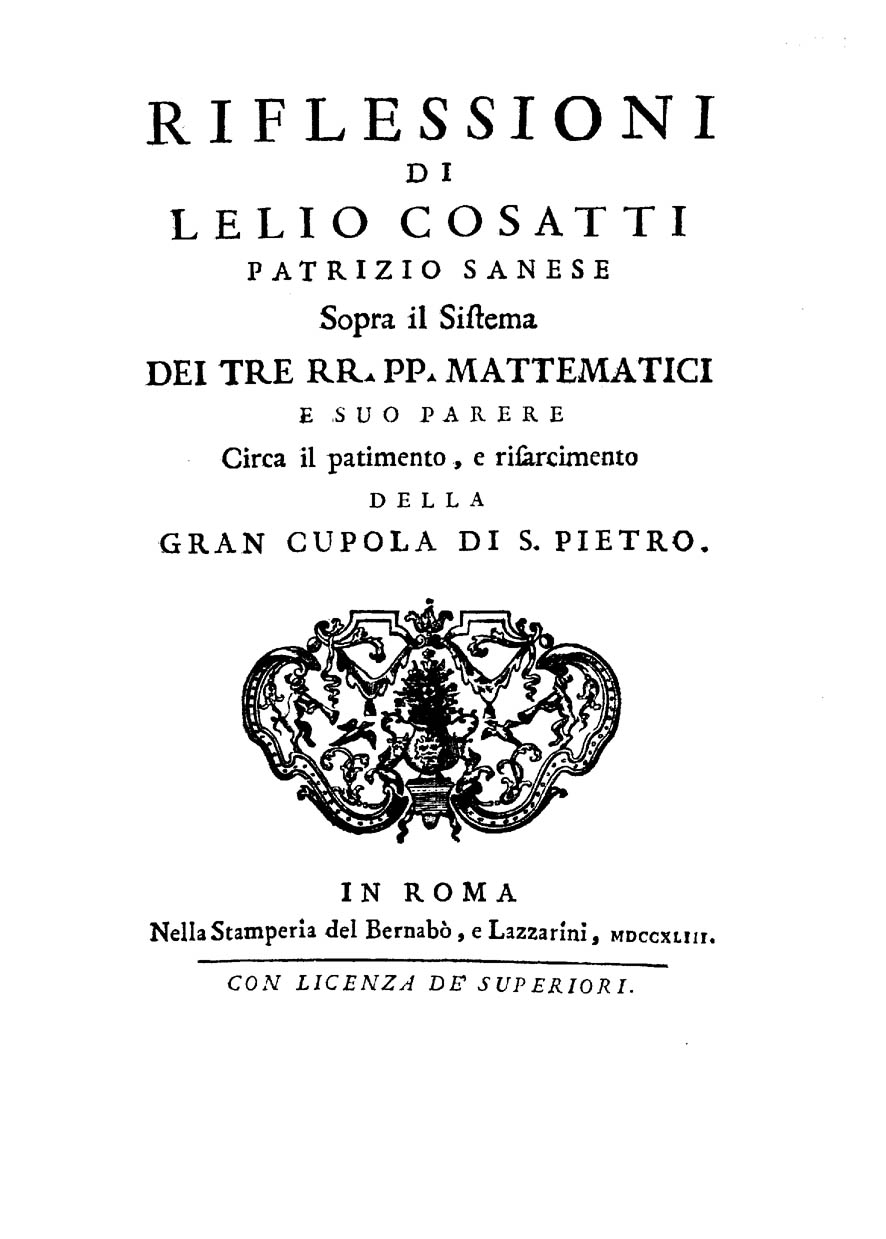
Riflessioni sopra il sistema dei tre RR. PP. Matematici, 1743

Lelio Cosatti (Siena, 1677 – 1748) è stato un matematico italiano.

## Biografia
Erroneamente considerato un disegnatore di incisioni o un architetto, Cosatti fu un matematico originario di Siena e attivo a Roma. Fu un valido creatore di modelli e tra i sei conservati in Vaticano, oltre a quello di Filippo Juvarra se ne trova uno riconducibile al Cosatti. Nella sua opera Riflessioni sopra il sistema dei tre rr. Pp. Matematici e suo parere circa il patimento e risarcimento della gran cupola di S. Pietro, Cosatti - commentando il parere dei tre matematici - ridimensionava i pericoli di crollo che all'epoca si riteneva corresse la cupola di San Pietro, proponendo alcune soluzioni.

## Opere
- Lelio Cosatti, Riflessioni sopra il sistema dei tre rr. Pp. Matematici e suo parere circa il patimento e risarcimento della gran cupola di S. Pietro, In Roma, Lazzarini nella Stamperia del Bernabo, 1743. URL consultato il 13 giugno 2015.